# Warnstorfia sarmentosa
Warnstorfia sarmentosa là một loài Rêu trong họ Amblystegiaceae. Loài này được (Wahlenb.) Hedenas miêu tả khoa học đầu tiên năm 1993.